# Lineáris leképezés
Egy lineáris leképezés (vagy lineáris operátor) a matematikában, közelebbről a lineáris algebrában, egy azonos test feletti vektorterek között ható művelettartó függvény (szakszóval vektortér-homomorfizmus). Egy operátor bemenete tehát vektor, kimenete pedig szintén vektor, az úgy nevezett képvektor. Lineáris tehát egy ilyen vektorhoz vektort rendelő leképezés, ha 
- két vektor összegének képe a két vektor képének összege, és
- egy vektor számszorosának képe a vektor képének ugyanezen számszorosa.

Leggyakrabban a valós, a komplex test vagy a kvaterniók feletti operátorokról van szó.
A geometria szempontjából a térbeli lineáris leképezések olyan affin leképezések, melyeknek van fixpontja. Algebrai szempontból a lineáris leképezés egy vektortér-homomorfizmus. A kategóriaelméletben a vektorterek kategóriájában az objektumok közti morfizmus. Az analízisben szintén vannak alkalmazásai, hiszen a Hilbert-terek közt ható függvények is lineáris operátorok.

## Definíciók
Legyen V és U a {\displaystyle \mathbb {T} } test feletti két vektortér. Az {\displaystyle {\mathcal {A}}:V\rightarrow U} leképezést lineárisnak nevezzük, ha minden v1 és v2 ∈ V vektorra, illetve minden λ ∈ {\displaystyle \mathbb {T} } elemre és v ∈ V vektorra egyszerre rendelkezik az alábbi két tulajdonsággal:
- additivitás: {\displaystyle {\mathcal {A}}(\mathbf {v} _{1}+\mathbf {v} _{2})={\mathcal {A}}(\mathbf {v} _{1})+{\mathcal {A}}(\mathbf {v} _{2})}

- homogenitás: {\displaystyle {\mathcal {A}}(\lambda \mathbf {v} )=\lambda {\mathcal {A}}(\mathbf {v} )}

A fenti definíció egyenértékű azzal, hogy {\displaystyle {\mathcal {A}}} megtartja a lineáris kombinációképzést, azaz bármely n természetes szám esetén minden λ1, λ2, … , λn {\displaystyle \mathbb {T} }-beli elemre és v1, v2, … , vn ∈ V vektorra:
{\displaystyle {\mathcal {A}}(\lambda _{1}\mathbf {v} _{1}+\lambda _{2}\mathbf {v} _{2}+...+\lambda _{n}\mathbf {v} _{n})=\lambda _{1}{\mathcal {A}}(\mathbf {v} _{1})+\lambda _{2}{\mathcal {A}}(\mathbf {v} _{2})+...+\lambda _{n}{\mathcal {A}}(\mathbf {v} _{n})}.
Ha V és U megegyezik, akkor lineáris transzformációról beszélünk.
Ha ki akarjuk hangsúlyozni (például az egyértelműség kedvéért), hogy {\displaystyle {\mathcal {A}}:V\rightarrow U} egy {\displaystyle \mathbb {T} } feletti lineáris leképezés, akkor azt mondjuk, hogy az {\displaystyle {\mathcal {A}}} leképezés {\displaystyle \mathbb {T} }-lineáris. Különleges esetben ennek jelentősége lehet, például a {\displaystyle \mathbb {C} \rightarrow \mathbb {C} }, {\displaystyle z\mapsto {\overline {z}}\,} konjugálás ugyan {\displaystyle \mathbb {R} }-lineáris, de nem {\displaystyle \mathbb {C} }-lineáris.
A {\displaystyle V\rightarrow \mathbb {T} } típusú lineáris leképezéseket (a vektortérből az alaptestbe mint egydimenziós vektortérbe képező lineáris leképezéseket) lineáris funkcionáloknak nevezzük. Például a duális tér elemei lineáris funkcionálok.
A lineáris leképezés rangja a képterének dimenziója, azaz 
{\displaystyle \operatorname {Im} ({\mathcal {A}}):=\{\,\mathbf {w} \in U:\mathbf {w} ={\mathcal {A}}(\mathbf {v} ),\mathbf {v} \in V\,\}} módon definiált képtér esetén
{\displaystyle \operatorname {rang} ({\mathcal {A}}):=\operatorname {dim} (\operatorname {Im} ({\mathcal {A}}))}.

## Magyarázat
Egy leképezés lineáris, ha megőrzi a vektortér szerkezetét, vagyis az összeadást és a skalárral szorzást. Legyenek {\displaystyle v_{1},v_{2}} vektorok a {\displaystyle V} vektortérben! Ekkor, ha {\displaystyle v_{3}=v_{1}+v_{2}}, akkor {\displaystyle f(v_{3})=f(v_{1})+f(v_{2})}, így az összegzés átvihető az értékkészletre:
{\displaystyle \forall v_{1},v_{2},v_{3}\in V{\Big (}v_{3}=v_{1}+v_{2}\implies f(v_{3})=f(v_{1})+f(v_{2}){\Big )}}
A következtetés egyszerűsíthető, ha elvégezzük a {\displaystyle v_{3}=v_{1}+v_{2}} behelyettesítését az {\displaystyle f(v_{3})=f(v_{1})+f(v_{2})} összegbe: {\displaystyle f(v_{1}+v_{2})=f(v_{1})+f(v_{2})}. Hasonlóan írható le a skalárral szorzás is. Ez teljesül, hogyha {\displaystyle {\tilde {v}}=\lambda v} követi {\displaystyle \lambda \in T} és {\displaystyle v\in V} kapcsolatát, vagyis {\displaystyle f({\tilde {v}})=\lambda f(v)} az értékkészletben is fennáll:
{\displaystyle \forall {\tilde {v}},v\in V\,\forall \lambda \in K{\Big (}{\tilde {v}}=\lambda v\implies f({\tilde {v}})=\lambda f(v){\Big )}}
Elvégezve a {\displaystyle {\tilde {v}}=\lambda v} helyettesítését az {\displaystyle f({\tilde {v}})=\lambda f(v)} következménybe kapjuk, hogy {\displaystyle f(\lambda v)=\lambda f(v)}.

A vektorok összeadásának megőrzésének bemutatása: Minden {\displaystyle v_{1}}, {\displaystyle v_{2}} és {\displaystyle v_{3}=v_{1}+v_{2}} által megadott addíciós háromszöget megőriz az {\displaystyle f} lineáris leképezés. Az {\displaystyle f(v_{1})}, {\displaystyle f(v_{2})} és {\displaystyle f(v_{1}+v_{2})} vektorok is addíciós háromszöget alkotnak és teljesül, hogy {\displaystyle f(v_{1}+v_{2})=f(v_{1})+f(v_{2})}.
Az összeadást nem megőprző leképezéseknél vannak {\displaystyle v_{1}}, {\displaystyle v_{2}} és {\displaystyle v_{3}=v_{1}+v_{2}} vektorok úgy, hogy {\displaystyle f(v_{1})}, {\displaystyle f(v_{2})} és {\displaystyle f(v_{1}+v_{2})} nem alkot addíciós háromszöget, mivel {\displaystyle f(v_{1}+v_{2})\neq f(v_{1})+f(v_{2})}. Egy ilyen leképezés nem lineáris.
A skalárral szorzás megőrzésének bemutatása: Minden {\displaystyle \lambda v} skálázást megőriz a lineáris leképezés, és teljesül, hogy {\displaystyle f(\lambda v)=\lambda f(v)}.
Ha egy leképezés nem őrzi meg a skalárral szorzást, akkor van egy {\displaystyle \lambda } skalár és egy {\displaystyle v} vektor úgy, hogy a {\displaystyle \lambda v} skálázás nem a {\displaystyle \lambda f(v)} skálázásra képeződik. Egy ilyen leképezés nem lineáris.

## Jelölése
Szokás az operátorokat írott betűvel jelölni, vagy kettővel aláhúzni, vagy cirkumflexet tenni fölé, vagy görög betűvel jelölni, vagy az argumentuma köré nem tenni zárójelet:
{\displaystyle {\mathcal {O}}}, {\displaystyle {\underline {\underline {\mathcal {A}}}}}, {\displaystyle {\widehat {\mathcal {B}}}}, {\displaystyle {\widehat {\underline {\underline {C}}}}},{\displaystyle \varphi \,}, {\displaystyle {\mathcal {A}}\mathbf {v} }

## Fajtái
- Monomorfizmus: {\displaystyle {\mathcal {A}}:V\rightarrow U} injektív lineáris homomorfizmus
- Epimorfizmus: {\displaystyle {\mathcal {A}}:V\rightarrow U} szürjektív lineáris homomorfizmus
- Izomorfizmus: {\displaystyle {\mathcal {A}}:V\rightarrow U} bijektív lineáris homomorfizmus
- Endomorfizmus: {\displaystyle {\mathcal {A}}:V\rightarrow V} lineáris homomorfizmus
- Automorfizmus: {\displaystyle {\mathcal {A}}:V\rightarrow V} bijektív lineáris homomorfizmus

## Mag és kép
A mag és a kép lineáris leképezések szempontjából fontos vektorterek. Legyen {\displaystyle f\colon V\to W} lineáris leképezés! Ekkor:
- Az {\displaystyle \mathrm {im} (f)} kép az {\displaystyle f} szerinti képvektorok halmaza, azaz azokat és csak azokat a vektorokat tartalmazza, melyek előállnak, mint {\displaystyle f(v)}, ahol {\displaystyle v\in V}. Úgy is jelzik, mint {\displaystyle f(V)}. Ez a halmaz a {\displaystyle W} altere. Úgy is nevezik, hogy {\displaystyle f\colon V\to W} képtere.

- A {\displaystyle \mathrm {ker} (f)} mag azoknak a {\displaystyle V}-beli vektoroknak a halmaza, azaz azokat és csak azokat a vektorokat tartalmazza, melyek {\displaystyle W} nullvektorára képeződnek le. Ez a mag altér {\displaystyle V}-ben. Az {\displaystyle f} leképezés pontosan akkor injektív, ha csak a nullvektort tartalmazza. Úgy is nevezik, mint {\displaystyle f\colon V\to W} magtere.

## Tulajdonságai
- Minden lineáris leképezés esetében az U-beli neutrális elem (ami vektorterek esetében a nullvektor) képe a V-beli neutrális elem, azaz ha {\displaystyle {\mathcal {A}}:V\rightarrow U}, akkor {\displaystyle {\mathcal {A}}(\mathbf {0} _{V})=\mathbf {0} _{U}}. Ha U és V megegyezik, akkor a neutrális elem az adott lineáris transzformáció fixpontja.
- Egy {\displaystyle f\colon V\to W} lineáris leképezés esetén a mag és a kép kapcsolatát a homomorfiatétel írja le: a {\displaystyle V/\mathrm {ker} (f)} faktortér izomorf a {\displaystyle \mathrm {im} (f)} képpel.

## Mátrixreprezentáció
Véges dimenziós vektorterek közötti lineáris leképezések mátrixleképezésekkel reprezentálhatók, de a lineáris leképezéshez tartozó mátrix függ a vektortér általunk választott bázisától. A mátrixleképezés olyan függvény, amely egy rögzített A m×n-es mátrix mellett bármely v n-elemű vektorhoz az A·v m-elemű vektort rendeli. 
Ugyanakkor lineáris leképezésekről akkor is beszélhetünk, amikor a leképezésnek nincs mátrixa (pl. végtelen dimenziós vektorterek esetében).

### Előírhatósági tétel
Ha {\displaystyle {\mathcal {A}}} és {\displaystyle {\mathcal {B}}} két V {\displaystyle \rightarrow } U véges dimenziós vektorterek között ható lineáris leképezés, (b1, b2, …, bn) bázis V-ben, és mindkét leképezés a bázis elemein ugyanazt veszik fel, azaz 
{\displaystyle {\mathcal {A}}(\mathbf {b} _{1})={\mathcal {B}}(\mathbf {b} _{1}),\;{\mathcal {A}}(\mathbf {b} _{2})={\mathcal {B}}(\mathbf {b} _{2}),\;...\;,{\mathcal {A}}(\mathbf {b} _{n})={\mathcal {B}}(\mathbf {b} _{n})}
akkor a két leképezés azonosan egyértelmű, azaz {\displaystyle {\mathcal {A}}={\mathcal {B}}}. 
Ez a lineáris leképezések előírhatósági tétele. Eszerint egy lineáris leképezést, ha n dimenziós térből képez egy véges térbe, a véges tér n darab vektora egyértelműen meghatározza.

### Leképezés mátrixa
Az előírhatósági tétel értelmében rögzített bázis (a kiindulási és az érkezési térben rögzített bázispár) esetén a lineáris leképezést egyértelműen meghatározza a V bázisát alkotó vektorok képeinek koordinátamátrixa, melyen a következő m×n-es mátrixot értjük:
{\displaystyle [{\mathcal {A}}]_{B,C}={\begin{bmatrix}{\begin{matrix}\vert \\\vert \\{\mathcal {A}}\mathbf {b} _{1}\\\vert \\\vert \end{matrix}}&{\begin{matrix}\vert \\\vert \\{\mathcal {A}}\mathbf {b} _{2}\\\vert \\\vert \end{matrix}}&...&{\begin{matrix}\vert \\\vert \\{\mathcal {A}}\mathbf {b} _{n}\\\vert \\\vert \end{matrix}}\end{bmatrix}}}
ahol B = (b1, b2, …, bn) a V bázisa, C az U bázisa, a mátrix oszlopai pedig a B elemeinek {\displaystyle {\mathcal {A}}} általi képvektorai mint m-elemű oszlopvektorok. Ha az U tér m-dimenziós, akkor a {\displaystyle [{\mathcal {A}}]_{B,C}} mátrix összesen m {\displaystyle \cdot } n darab (szám)adatot tartalmaz. Ha {\displaystyle {\mathcal {A}}} {\displaystyle V\rightarrow V} típusú, akkor csak {\displaystyle [{\mathcal {A}}]_{B}}-t szokás írni, ami a vektortér-dimenziók azonossága miatt egy négyzetes mátrix lesz. Ha pedig pusztán {\displaystyle [{\mathcal {A}}]}-t írnak, akkor az azt jelenti, hogy a {\displaystyle \mathbb {T} ^{n}} n-dimenziós vektortér (például {\displaystyle \mathbb {R} ^{n}}) bázisaként az {\displaystyle e_{i}=(0,0,\dots ,0,{\overset {\overset {i.}{\smile }}{1}},0,\dots ,0)} (ahol i = 1, 2, ... , n) vektorok alkotta természetes avagy sztenderd bázisról van szó, azaz a 
{\displaystyle {\mbox{ }}_{{\mbox{ }}_{{\begin{pmatrix}1\\0\\0\\\vdots \\0\end{pmatrix}},\;{\begin{pmatrix}0\\1\\0\\\vdots \\0\end{pmatrix}},\;{\begin{pmatrix}0\\0\\1\\\vdots \\0\end{pmatrix}},\;\dots \;,{\begin{pmatrix}0\\0\\0\\\vdots \\1\end{pmatrix}}}}}
vektorrendszerről. 
A bázisok ilyetén jelölése mellett a képvektorok koordinátáit a következő egyszerű mátrixszorzással számíthatjuk ki:
{\displaystyle [{\mathcal {A}}\mathbf {v} ]_{C}=[{\mathcal {A}}]_{B,C}\cdot [\mathbf {v} ]_{B}}

### Hasonló mátrixok
Egy lineáris leképezéshez a vektorterek általunk választott különféle bázisai esetében más-más mátrix tartozik. Az azonos lineáris leképezéshez tartozó különféle mátrixok közötti algebrai kapcsolatot az alábbi tétel adja meg. 
Definiáljuk először a hasonlóság tulajdonságát: egy A n×n-es négyzetes mátrix hasonló egy B mátrixhoz (jelölésben: A ∼ B), ha létezik olyan invertálható P mátrix, amelyre
{\displaystyle B=P^{-1}AP}.
Bizonyítható állítások:
- Két mátrix pontosan akkor hasonló, ha van két olyan bázis, amelyekben a mátrixok ugyanazon lineáris leképezéshez tartozó mátrixok.
- A hasonló mátrixok karakterisztikus polinomjai megegyeznek, és emiatt sajátértékeik is azonosak.
- Egy lineáris leképezés rangja megegyezik a bármely bázis választása esetén hozzá tartozó mátrix rangjával. Ebből következik, hogy hasonló mátrixok rangjai megegyeznek.

## Lineáris leképezések tere
Az azonos {\displaystyle \mathbb {T} } test feletti, V-ből U-ba képező lineáris leképezések vektorteret alkotnak a pontonként összeadással és skalárszorzással. Ezt a vektorteret általában Hom(V, U)-val vagy Lin(V, U)-val jelölik, ahol a „Hom” rövidítés nyilván a vektortér-homomorfizmusra utal. 
A Hom(V, V) vektortér elemei (azaz a V {\displaystyle \rightarrow } V vektortér-automorfizmusok) ezen kívül egységelemes algebrát alkotnak a kompozíció műveletével mint szorzással. 
A V {\displaystyle \rightarrow } V lineáris bijekciók invertálhatóak is. A kompozícióval mint művelettel egy csoportot alkotnak, a V-feletti általános lineáris csoportot (GL(V)).

### Operátorműveletek és mátrixműveletek
A lineáris leképezésekkel végezendő műveletek véges dimenziós vektorterek és rögzített bázisok esetén megfeleltethetők mátrixokkal végzendő műveleteknek:  
- Kompozíció

{\displaystyle [{\mathcal {A}}\circ {\mathcal {B}}]=[{\mathcal {A}}]\cdot [{\mathcal {B}}]}
- Invertálás. Injektív lineáris leképezés mátrixa reguláris, és fennáll:

{\displaystyle [{\mathcal {A}}^{-1}]=[{\mathcal {A}}]^{-1}}
- Összeadás

{\displaystyle [{\mathcal {A}}+{\mathcal {B}}]=[{\mathcal {A}}]+[{\mathcal {B}}]}
- Skalárszorzás

{\displaystyle [\lambda {\mathcal {A}}]=\lambda \cdot [{\mathcal {A}}]}
ahol a [.] mindenütt az adott leképezés mátrixreprezentációját jelöli.

### Dimenziótétel
A dimenziótétel kimondja, hogy a {\displaystyle V}-t {\displaystyle V}-be képező lineáris leképezés magjának és képének dimenziójának összege megegyezik
{\displaystyle \dim V=\dim \mathrm {ker} (f)+\dim \mathrm {im} (f)}

## Példák
{\displaystyle V=W=\mathbb {R} } esetén a lineáris leképezések alakja {\displaystyle f(x)=mx}, ahol {\displaystyle m\in \mathbb {R} }.
Ha {\displaystyle I\subset \mathbb {R} } nyílt intervallum, {\displaystyle V=C^{1}(I,\mathbb {R} )} az {\displaystyle I} intervallumon folytonosan differenciálható valós értékű függvények vektortere, és {\displaystyle W=C^{0}(I,\mathbb {R} )} az {\displaystyle I} intervallumon folytonos valós értékű függvények tere! Ekkor
{\displaystyle D\colon C^{1}(I,\mathbb {R} )\to C^{0}(I,\mathbb {R} )}, {\displaystyle f\mapsto f'},

vagyis a deriválás lineáris leképezés. Hasonlóak teljesülnek más lineáris differenciáloperátorokra.
Síkbeli lineáris transzformációk és {\displaystyle \mathbb {R} ^{2}} felett a természetes bázishoz tartozó mátrixaik:
- identitás
{\displaystyle \mathbf {I} ={\begin{pmatrix}1&0\\0&1\end{pmatrix}}}
- forgatás az origó körül
  - 90 fokkal az óramutató járásával ellentétes irányban:
{\displaystyle \mathbf {A} ={\begin{pmatrix}0&-1\\1&0\end{pmatrix}}}
  - tetszőleges θ szöggel az óramutató járásával ellentétes irányban:
{\displaystyle \mathbf {A} ={\begin{pmatrix}\cos \theta &-\sin \theta \\\sin \theta &\cos \theta \end{pmatrix}}}
- tükrözés
  - az x-tengelyre:
{\displaystyle \mathbf {A} ={\begin{pmatrix}1&0\\0&-1\end{pmatrix}}}
  - az y-tengelyre:
{\displaystyle \mathbf {A} ={\begin{pmatrix}-1&0\\0&1\end{pmatrix}}}
- kétszeres nagyítás:
{\displaystyle \mathbf {A} ={\begin{pmatrix}2&0\\0&2\end{pmatrix}}=2\mathbf {I} }
- vízszintes nyírás:
{\displaystyle \mathbf {A} ={\begin{pmatrix}1&m\\0&1\end{pmatrix}}}
- hiperbolikus forgatás:
{\displaystyle \mathbf {A} ={\begin{pmatrix}k&0\\0&{\frac {1}{k}}\end{pmatrix}}}
- merőleges vetítés az x-tengelyre: {\displaystyle \mathbf {A} ={\begin{pmatrix}1&0\\0&0\end{pmatrix}}}
- merőleges vetítés az y-tengelyre: {\displaystyle \mathbf {A} ={\begin{pmatrix}0&0\\0&1\end{pmatrix}}}

Nem lineáris transzformáció:
- eltolás (de előállítható eggyel magasabb dimenzióban lineáris leképezésként, fixpont helyett fixegyenessel)

Az {\displaystyle f(x,y)=(2x,y)} transzformáció lineáris leképezés, ami {\displaystyle x} koordinátát a {\displaystyle 2}-szeresére nyújtja.
Ez a leképezés additív: Mindegy, hogy előbb összeadjuk-e a vektorokat és utána képezzük le, vagy először leképezzük és utána adjuk össze őket: {\displaystyle f(a+b)=f(a)+f(b)}.
Ez a leképezés homogén: Mindegy, hogy először a vektort skálázzuk és utána képezzük le, vagy pedig először leképezzük a vektort és utána skálázzuk: {\displaystyle f(\lambda a)=\lambda f(a)}.

## Véges terek közötti lineáris leképezések

### Bázis
Egy lineáris leképezést egy bázis vektorainak képe egyértelműen meghatározza. Legyenek {\displaystyle b_{1},\dotsc ,b_{n}} bázis {\displaystyle V}-ben, és legyenek {\displaystyle w_{1},\dotsc ,w_{n}} vektorok {\displaystyle W}-ben! Ekkor pontosan egy {\displaystyle f\colon V\to W} lineáris leképezés van, ami {\displaystyle b_{1}}-et {\displaystyle w_{1}}-re, {\displaystyle b_{2}}-t {\displaystyle w_{2}}-re, …, {\displaystyle b_{n}}-t {\displaystyle w_{n}}-re képéezi. Ha {\displaystyle v} tetszőleges vektor {\displaystyle V}-ben, akkor egyértelműen előáll a bázisvektorok lineáris kombinációjaként:
{\displaystyle v=\textstyle \sum \limits _{j=1}^{n}v_{j}b_{j}}
Itt {\displaystyle v_{1},\ldots ,v_{n}}  a {\displaystyle v} vektor koordinátái a {\displaystyle \{b_{1},\dotsc ,b_{n}\}} bázisban. Képvektora, {\displaystyle f(v)} előáll, mint 
{\displaystyle f(v)=\textstyle \sum \limits _{j=1}^{n}v_{j}f(b_{j})=\sum \limits _{j=1}^{n}v_{j}w_{j}.}
Az {\displaystyle f} leképezés pontosan akkor injektív, ha a {\displaystyle w_{1},\dotsc ,w_{n}} vektorok lineárisan függetlenek. Pontosan akkor szürjektív, ha {\displaystyle w_{1},\dotsc ,w_{n}} generátorrendszer {\displaystyle W}-ben.
Ha a {\displaystyle b_{1},\dotsc ,b_{n}} minden eleméhez tetszőleges {\displaystyle w_{1},\dotsc ,w_{n}} vektorokat rendelünk {\displaystyle W}-ből, akkor a fenti képlettel egyértelműen kiterjeszthető lineáris leképezéssé.
Ha a {\displaystyle w_{j}} vektorok bázist alkotnak {\displaystyle W}-ben, akkor ezzel megalkotható a lineáris leképezés mátrixa a két bázisra vonatkozóan.

### Mátrixábrázolás
Ha {\displaystyle V} és {\displaystyle W} véges dimenziós vektorterek, {\displaystyle \dim V=n}, {\displaystyle \dim W=m}, és {\displaystyle B=\{b_{1},\dotsc ,b_{n}\}} bázisa {\displaystyle V}-nek, illetve {\displaystyle B'=\{b_{1}',\dotsc ,b_{m}'\}} bázisa {\displaystyle W}-nek. Ekkor minden {\displaystyle f\colon V\to W} lineáris leképezés ábrázolható {\displaystyle m\times n}-es {\displaystyle M_{B'}^{B}(f)} mátrixként. Ez megkapható a következő módon:
A {\displaystyle B} bázis minden {\displaystyle b_{j}} bázisvektorához hozzárendelt {\displaystyle f(b_{j})} vektort előállítjuk a {\displaystyle b_{1}',\dotsc ,b_{m}'} bázisvektorok lineáris kombinációjaként:
{\displaystyle f(b_{j})=\sum _{i=1}^{m}a_{ij}b_{i}'}
Az {\displaystyle a_{ij}}, {\displaystyle i=1,\dotsc ,m}, {\displaystyle j=1,\dotsc ,n} koordináták az {\displaystyle M_{B'}^{B}(f)} mátrix komponensei:
{\displaystyle M_{B'}^{B}(f)={\begin{pmatrix}a_{11}&\dots &a_{1j}&\dots &a_{1n}\\\vdots &&\vdots &&\vdots \\a_{m1}&\dots &a_{mj}&\dots &a_{mn}\end{pmatrix}}}
A {\displaystyle j}-edik oszlop tartalmazza {\displaystyle f(b_{j})} koordinátáit a {\displaystyle B'} bázisban.
Ezzel a mátrixszal minden {\displaystyle v=v_{1}b_{1}+\dotsb +v_{n}b_{n}\in V} vektor {\displaystyle f(v)} képvektora kiszámítható:
{\displaystyle f(v)=\sum _{j=1}^{n}v_{j}f(b_{j})=\sum _{j=1}^{n}v_{j}\left(\sum _{i=1}^{m}a_{ij}b_{i}'\right)=\sum _{i=1}^{m}\left(\sum _{j=1}^{n}a_{ij}v_{j}\right)b_{i}'}
Az {\displaystyle f(v)} képvektor {\displaystyle w_{1},\dotsc ,w_{m}}  koordinátáira vonatkozóan szintén teljesül {\displaystyle B'}-re vonatkozóan, hogy {\displaystyle w_{i}=\sum _{j=1}^{n}a_{ij}v_{j}}.
Ez kifejezhető mátrixszorzásként:
{\displaystyle {\begin{pmatrix}w_{1}\\\vdots \\w_{m}\end{pmatrix}}={\begin{pmatrix}a_{11}&\dots &a_{1n}\\\vdots &&\vdots \\a_{m1}&\dots &a_{mn}\end{pmatrix}}\,{\begin{pmatrix}v_{1}\\\vdots \\v_{n}\end{pmatrix}}}
Az {\displaystyle M_{B'}^{B}(f)} mátrix az {\displaystyle f} leképezés mátrixa. Az {\displaystyle M_{B'}^{B}(f)} mátrix más írásmódjai: {\displaystyle _{B'}f_{B}} és  {\displaystyle _{B'}[f]_{B}}.

## Végtelen dimenziós vektorterek közötti leképezések
A funkcionális analízis keretében a végtelen dimenziós vektorterekben a lineáris leképezéseket lineáris operátoroknak nevezik. Többnyire teljes normált terek közötti leképezéseket vizsgálnak; ezek Banach-terek. Mivel a Baire-féle kategóriatétel szerint az efféle tereknek nincs megszámlálható bázisa, azért nem elég a leképezéseket egy bázison keresztül tanulmányozni. Hogy egyáltalán létezik valamilyen bázis, azt csak a kiválasztási axióma biztosítja. Ehelyett más bázisfogalmat használnak, mint az ortonormált bázis vagy az általánosabb Schauder-bázis. Így bizonyos operátorok, mint a Hilbert-Schmidt-operátorok ábrázolhatók végtelen mátrixokkal, és végtelen lineáris kombinációkkal.

## A lineáris leképezések vektortere
Legyenek {\displaystyle V} és {\displaystyle W} a {\displaystyle K} test fölötti vektorterek! Ekkor használják a {\displaystyle {\text{Hom}}_{K}(V,W)} vagy az {\displaystyle L(V,W)} jelölést a {\displaystyle V} lineáris leképezéseinek {\displaystyle W}-be menő halmazára. Ez szintén vektortér a {\displaystyle K} test fölött, ami a {\displaystyle V}-ből {\displaystyle W}-be menő leképezések altere.
Ez azt jelenti, hogyha {\displaystyle f} és {\displaystyle g} lineáris leképezések, akkor összegük szintén lineáris leképezés:
{\displaystyle (f+g)\colon x\mapsto f(x)+g(x),}
és egy lineáris leképezés skalárszorosa is lineáris leképezés:
{\displaystyle (\lambda f)\colon x\mapsto \lambda f(x)}
ahol {\displaystyle \lambda \in K}.
Ha {\displaystyle V} dimenziója {\displaystyle n}, és {\displaystyle W} dimenziója {\displaystyle m}, illetve adva van {\displaystyle V}-ben egy {\displaystyle B} bázis, és {\displaystyle W}-ben egy {\displaystyle C} bázis, akkor az
{\displaystyle L(V,W)\to K^{m\times n},\ f\mapsto M_{C}^{B}(f)}
leképezés izomorfizmus a {\displaystyle K^{m\times n}} mátrixtérben. Az {\displaystyle L(V,W)} vektortér dimenziója {\displaystyle m\cdot n}.
Speciálisan, ha {\displaystyle V=W}, akkor a lineáris leképezések egymás utáni elvégzéssel szorozhatók is, amivel asszociatív algebrát alkotnak, amelyet {\displaystyle L(V)} jelöl.

## Általánosítás
Egy lineáris leképezés egy speciális affin leképezés.
Ha test helyett gyűrű fölött vizsgálódunk, akkor modulhomomofizmust kapunk.

## Fordítás
Ez a szócikk részben vagy egészben  a   Lineare Abbildung című német Wikipédia-szócikk fordításán alapul.  Az eredeti cikk szerkesztőit annak laptörténete sorolja fel. Ez a jelzés csupán a megfogalmazás eredetét és a szerzői jogokat jelzi, nem szolgál a cikkben szereplő információk forrásmegjelöléseként.